# 马尔赛
马尔赛（法語：Marçay，法語發音：[maʁsɛ] ⓘ）是法国新阿基坦大区维埃纳省的一个市镇，属于普瓦捷区。

## 地理
马尔赛（46°27'46"N, 0°13'47"E）面积30.32 平方千米，位于法国新阿基坦大区维埃纳省，该省份为法国中西部省份，北起曼恩-卢瓦尔省和安德尔-卢瓦尔省，西接德塞夫勒省，南至夏朗德省，东南接上维埃纳省，东临安德尔省。
与马尔赛接壤的市镇（或旧市镇、城区）包括：塞勒莱韦斯科、克卢埃、库隆比耶、方丹勒孔特、伊特伊、利居热、马里尼舍姆罗、维沃讷。

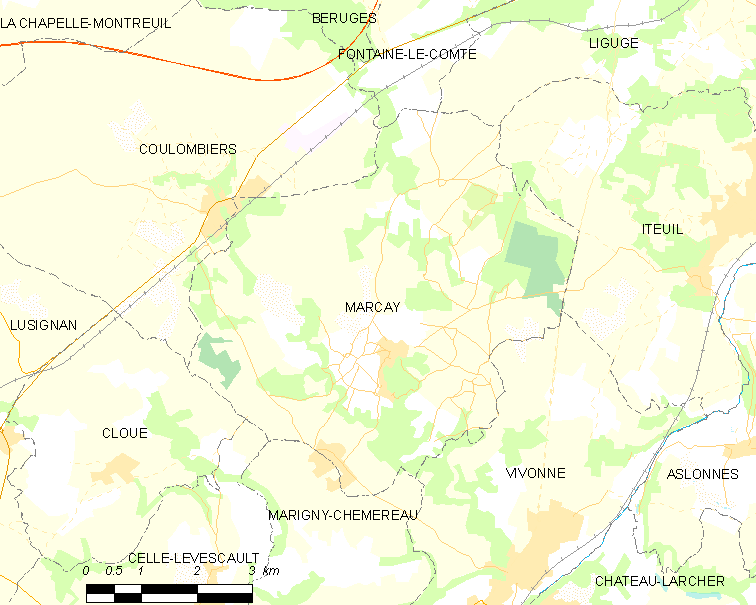
马尔赛的OSM定位图

马尔赛的时区为UTC+01:00、UTC+02:00（夏令时）。

## 行政
马尔赛的邮政编码为86370，INSEE市镇编码为86145。

## 政治
马尔赛所属的省级选区为维沃讷县。

## 人口

1962-2008年间马尔赛人口变化图示

马尔赛于2022年1月1日时的人口数量为1119人。

## 延伸阅读
[在维基数据编辑]
 《清史稿·卷297》，出自趙爾巽《清史稿》